# شرکت فناوری آن
فناوری آن (به انگلیسی: ON Technology) یک شرکت نرم‌افزاری در ایالات متحده آمریکا بود. در سال ۱۹۸۷ توسط میچ کاپور پس از جدایی از نرم‌افزار لوتوس شکل گرفت. برنامه اصلی این کار ساخت یک محیط دسکتاپ رایانه شخصی شی گرا با ارائه انواع برنامه‌ها بود. تقریباً در اوایل دهه ۱۹۹۰ این شرکت توسط Notework Corporation، فروشنده ابزار آلات لن شبکه خریداری شد. مدیریت شرکت ادغام شده مدیریت Notework Corporation بود، اما این شرکت نام ON Technology را حفظ کرد.
پس از آن، این شرکت مجموعه ای از برنامه‌های کوچک را نوشت، از جمله نرم‌افزار ایمیل اضافی (سیستم ایمیل با سیستم پیام رسانی مبتنی بر سیستم ایمیل)، فناوری ضد ویروس، نظارت بر استفاده از اینترنت (شرکتی)، دیوار آتش IP، و مدیریت سیستم‌های دسک تاپ.
این شرکت با ارائه یک روش ساختاری اضافی برای انجام بسیاری از خریدها با ارائه محصولات ذکر شده در بالا، تقریباً در سال۱۹۹۵ به سهام عمومی رسید.
ON محصول MeetingMaker را در یک معامله خصوصی به یک سرمایه‌گذار خصوصی واگذار کرد که در نهایت این فناوری را به Peoplecube فروخت. تنها فناوری باقی مانده در این مرحله، نرم‌افزار مدیریت سیستم بود که در آن زمان با نام "CCM" شناخته می‌شد.
ON توسط سیمنتک در ۲۷ اکتبر ۲۰۰۳ خریداری شد. برای کمک به شروع فعالیت سیمنتک به کار مدیریت سیستم‌های دسک تاپ راه اندازی شد و فعالیت خود را آغاز کرد.